# Me Against the World
Me Against the World è il terzo album in studio del rapper statunitense Tupac Shakur, pubblicato il 14 marzo 1995 dalla Interscope Records.
Venne registrato durante il suo ricovero dopo l'agguato subito nel novembre 1994, mentre venne pubblicato quando si trovava in carcere per violenza sessuale. L'album, quando Tupac era ancora in prigione, balzò in Top numero 1 superando artisti come Bruce Springsteen e Eagles ed è considerato il miglior album della carriera del rapper. È l'album pubblicato mentre l'artista è in prigione con più vendite nella storia della musica. 
| Recensione                    | Giudizio |
| ----------------------------- | -------- |
| AllMusic                      | [ 1 ]    |
| Encyclopedia of Popular Music | [ 24 ]   |
| Entertainment Weekly          | B−       |
| Los Angeles Times             | [ 26 ]   |
| Q                             | [ 27 ]   |
| Rolling Stone                 | [ 28 ]   |
| The Rolling Stone Album Guide | [ 29 ]   |
| Select                        | [ 30 ]   |
| The Source                    | [ 31 ]   |
| The Village Voice             | C+       |

## Tracce
1. Intro – 1:40 – Tony Pizarro, Jill Rose (co-prod.)
2. If I Die 2Nite – 4:01 (Tupac Shakur, Betty Wright, Willie Clarke, Norman Durham, Osten Harvey, Jr.) – Easy Mo Bee
3. Me Against the World (featuring Dramacydal) – 4:40 (Shakur, Minnie Riperton, Richard Rudolph, Leon Ware, Burt Bacharach, Hal David) – Soulshock and Karlin
4. So Many Tears – 3:59 (Shakur, Gregory Jacobs, Randy Walker, Eric Baker, Stevie Wonder) – D-Flizno Production Squad (Shock G)
5. Temptations – 5:00 (Shakur, Roger Troutman, Larry Troutman, Shirley Murdock, George Clinton, Garry Shider, David Spradley, Harvey, Jr.) – Easy Mo Bee
6. Young Niggaz – 4:53 (Shakur, Nathan Leftenat, Tomi Jenkins, Tomi Jenkins, Larry Blackmon, Le-Morrious "Funky Drummer" Tyler) – Moe Z.M.D.
7. Heavy in the Game (featuring Richie Rich) – 4:23 (Shakur, Mosley, Bostic) – Mike Mosley, Sam Bostic
8. Lord Knows – 4:31 (Shakur) – Brian G, Moe Z.M.D. (prod. agg.), Tony Pizarro (prod. agg.)
9. Dear Mama – 4:40 (Shakur, Joseph Sample, Pizarro) – Tony Pizarro, DF Master Tee & Moses (co-prod.)
10. It Ain't Easy – 4:53 (Shakur, Pizarro) – Tony Pizarro
11. Can U Get Away – 5:45 (Shakur, Mosley, Frankie Beverly) – Mike Mosley
12. Old School – 4:40 (Shakur, John Buchanan, Donald Tilery) – Soulshock, Jay-B (co-prod.), Ezi Cut (co-prod.)
13. Fuck the World – 4:13 (Shakur, Gregory Jacobs) – Shock G
14. Death Around the Corner – 4:07 (Shakur, Johnny Jackson) – Johnny "J"
15. Outlaw (featuring Dramacydal) – 4:32 (Shakur) – Moe Z.M.D.

## Classifiche

### Classifiche settimanali
| Classifica (1995)         | Posizione massima |
| ------------------------- | ----------------- |
| Germania                  | 23                |
| Regno Unito               | 90                |
| Stati Uniti               | 1                 |
| US Top R&B/Hip-Hop Albums | 1                 |
| Svezia                    | 40                |
| Classifica (1997)         | Posizione massima |
| US Catalog Albums         | 12                |

### Classifiche di fine anno
| Classifiche (1995)        | Posizione massima |
| ------------------------- | ----------------- |
| Billboard 200             | 34                |
| US Top R&B/Hip-Hop Albums | 3                 |
| Classifiche (1996)        | Posizione massima |
| US Top R&B/Hip-Hop Albums | 65                |